# Rhinoneura villosipes
Rhinoneura villosipes là loài chuồn chuồn trong họ Chlorocyphidae. Loài này được Laidlaw mô tả khoa học đầu tiên năm 1915.